# Calotis cuneifolia
Calotis cuneifolia là một loài thực vật có hoa trong họ Cúc. Loài này được R.Br. mô tả khoa học đầu tiên năm 1820.